# Каличе-Лигуре
Каличе-Лигуре (итал. Calice Ligure) — коммуна в Италии, располагается в регионе Лигурия, в провинции Савона.
Население составляет 1582 человека (2008 г.), плотность населения составляет 82 чел./км². Занимает площадь 19 км². Почтовый индекс — 17020. Телефонный код — 019.
Покровителем коммуны почитается святитель Николай Мирликийский, чудотворец, празднование в первое воскресение мая.

## Демография
Динамика населения:

## Администрация коммуны
- Официальный сайт: http://www.comune.calice-ligure.sv.it/ Архивная копия от 25 сентября 2008 на Wayback Machine